# Resnik (Federacja Bośni i Hercegowiny)
Resnik – wieś w Bośni i Hercegowinie, w Federacji Bośni i Hercegowiny, w kantonie sarajewskim, w gminie Hadžići. W 2013 roku liczyła 557 mieszkańców, z czego większość stanowili Boszniacy.